# Militaire basis
Een militaire basis is een terrein dat gebruikt wordt door het leger. In ruime zin vormt een basis een gebied van waaruit het leger opereert en in nauwe zin een specifiek terrein, dat vaak is omgeven door hekken en bewaakte toegangspoorten. De militaire basis is vaak van strategisch belang in gewapende conflicten. Dat houdt in dat nabijgelegen gemeentes zwaar getroffen kunnen worden tijdens be- en ontzettingen van de basis.
De grote aantallen militairen en burgermedewerkers, maar ook het veelvuldig gebruik van - specialistisch - materieel, maken een basis belangrijk voor de plaatselijke economie. Het bedrijfsleven kan inspelen op de huisvesting en levensonderhoud van het personeel en kan zich rond de basis vestigen vanwege de vaak goede infrastructuur of om het leger te helpen met de ontwikkeling of de instandhouding van het materieel.
In Nederland kan een basis maximaal een paar duizend man herbergen. Het terrein kan beschikken over een eigen winkel, slaapvoorzieningen en sportfaciliteiten. De basis kan haar betrokkenheid met de samenleving tonen door geld of goederen te schenken aan goede doelen. Ook spontane acties behoren tot de mogelijkheden om te tonen dat een basis deel uitmaakt van haar nabije omgeving. Zo werden op eigen initiatief door personeel van AOCS Nieuw Milligen tijdens de sneeuwstorm van november 2005 gestrande automobilisten voorzien van warme drank.
De term kan gebruikt worden om terreinen van alle krijgsmachten of componenten aan te duiden:
- landmacht/marechaussee (kazerne)
- luchtmacht (vliegbasis)
- marine (marinehaven)

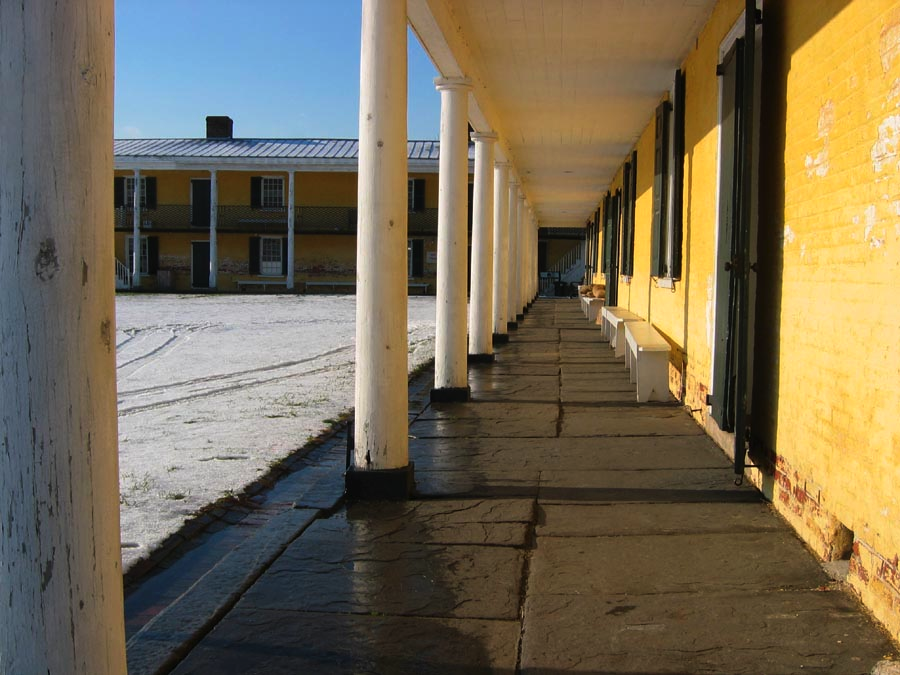
Kazerne
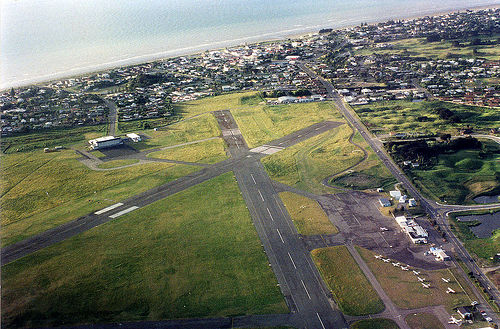
Vliegbasis
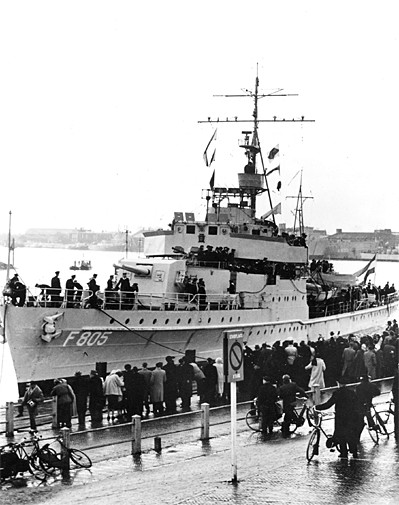
Marinehaven